# 스마트데일리
스마트데일리(영문명: Smart Daily News)는 대한민국 서울특별시에서 발행되는 인터넷신문이다. 스마트 산업, 스마트 금융 등의 뉴스를 인터넷으로 제공하고 있다. 
2009년 인터넷 뉴스 사이트인 뉴스데이트, 인터넷 경제 뉴스 사이트인 이코노비즈가 각각 창간했으며, 2012년 이를 통합해 뉴스데이트로 재창간했다. 2020년 스마트데일리로 제호를 바꿔 현재에 이르고 있다.